# Sons of Thunder (serie televisiva)
Sons of Thunder   è una serie televisiva statunitense trasmessa per la prima volta nel corso di un'unica stagione nel 1999, creata da Chuck Norris.
È uno spin-off di Walker Texas Ranger. In Italia la serie è stata trasmessa come appendice agli ultimi episodi della sesta stagione di Walker Texas Ranger. La serie vede come protagonisti assoluti due personaggi della serie originale, Trent Malloy e il detective Carlos Sandoval, interpretati da James Wlcek e Marco Sanchez.

## Trama
Carlos Sandoval, detective della polizia di Dallas, ha lasciato il distintivo dopo la morte della sua partner, uccisa da un serial killer. Insieme a Trent Malloy apre un'agenzia di investigazione chiamata Thunder Investigation tramite la quale, con nuovi amici, aiutano persone a risolvere i casi.

## Episodi
| Stagione       | Episodi | Prima TV USA |
| -------------- | ------- | ------------ |
| Prima stagione | 6       | 1999         |

## Personaggi e interpreti

### Personaggi principali
- Trent Malloy, interpretato da James Wlcek. È un giovane ex sergente che ha lasciato l'esercito alla morte del padre, il reverendo Thunder. Da allora ha aperto una palestra di arti marziali; in questa serie trasforma il suo secondo lavoro, l'investigatore privato, in una professione. Trent odia l'uso delle armi poiché da ragazzino ha accidentalmente ucciso un suo amico con una pistola.
- Carlos Sandoval, interpretato da Marco Sanchez. Amico di Trent sin da bambino, è un detective della polizia. Dopo aver aiutato Trent in varie occasioni, diviene qui suo collega.
- Kimberly Sutter, interpretata da Dawn Maxey. È la segretaria di Trent e Carlos, che aiuta talvolta pure nelle indagini.
- Marion "Butch" McMann, interpretato da Alan Autry. Amico dei due protagonisti, affitta loro il locale in cui lavorano e talvolta collabora nelle indagini. Ha un passato da pugile ma ora è gestore di un bar.

### Personaggi secondari
- Detective Ryan, interpretato da Neil Giuntoli.
- Joe, interpretato da Willie Minor.
- Angela Lopez, interpretata da Deborah Magdalena.
- Rico, interpretato da Jack Martin.
- Cordell Walker, interpretato da Chuck Norris.
- Alex Cahill, interpretata da Sheree J. Wilson.

## Produzione
La serie, ideata da Chuck Norris e Aaron Norris, fu prodotta da Garry A. Brown. Le musiche furono composte da Kevin Kiner.

## Distribuzione
La serie fu trasmessa negli Stati Uniti dal 6 marzo 1999 al 17 aprile 1999 sulla rete televisiva CBS. La serie chiuse anticipatamente per i bassi ascolti. Le puntate previste erano otto.
Alcune delle uscite internazionali sono state:
- negli Stati Uniti il 6 marzo 1999  (Sons of Thunder)
- in Francia il 3 luglio 1999 (Le Successeur)
- in Svezia il 2 agosto 2001
- in Germania il 3 gennaio 2002